# The Undertones
The Undertones ist eine Rockband, die 1975 im nordirischen Derry gegründet wurde. Die Band zählt zu den Punkbands der ersten Stunde, übernahm jedoch auch Elemente aus Glam Rock, Pop und Soul.

## Geschichte
The Undertones gründeten sich 1976 um Billy Doherty (Schlagzeug), Feargal Sharkey (Gesang), Mickey Bradley (Bass), Damian O’Neill (Gitarre) und John O’Neill (Gitarre). Nachdem man zunächst ausschließlich Lieder von den gemeinsamen Lieblingsbands nachgespielt hatte, begann man bald auch eigene Songs zu schreiben.
Die erste EP Teenage Kicks, mit vier Liedern auf dem Label Good Vibrations erschienen, wurde von Radio-DJ John Peel entdeckt, und die Band landete durch seine Unterstützung mit dem Titelstück ihren ersten großen Hit. Peel bezeichnete Teenage Kicks auch später noch als sein Lieblingslied, und die erste Zeile des Liedes steht auf seinem Grabstein. Über Peel wurde der Kontakt zu Sire Records hergestellt. Das Label nahm die Band unter Vertrag und veröffentlichte 1979 das selbstbetitelte Debütalbum. Eine Tour durch England im Vorprogramm der Band The Clash machte die Band in der Punkszene endgültig bekannt. Auch in den USA erzielte die Band positive Resonanz; die Leser des Touch-and-Go-Fanzines wählten das Debütalbum zum Album des Jahres 1979. Bereits 1980 erschien das zweite Album Hypnotised, das wiederum sehr poppig ausfiel und mit Wednesday Week sogar eine Akustikballade enthielt. 1981 folgte das dritte Album Positive Touch, die Band wechselte allerdings nun zum EMI-Unterlabel Ardeck. Im gleichen Jahr war die Band bei der neunten Rockpalast Nacht zu sehen. Positive Touch markierte außerdem den Wendepunkt in der Karriere der Band. Es konnte zwar einen respektablen Platz 17 in den britischen Charts erreichen, blieb aber nur sechs Wochen in den Charts.
Nach einer längeren Pause erschien das vierte Album Sin of Pride, das hinter den Erwartungen zurückblieb. Beide Singles, darunter eine Coverversion von Got to Have You Back der Isley Brothers floppten. Die schlechten Verkaufszahlen und die sich ändernden musikalischen Ziele der Bandmitglieder führten 1983 zur Auflösung der Band. Ein Abschiedskonzert wurde am 17. Juli 1983 in Dublin veranstaltet.
Feargal Sharkey begann eine Solokarriere, die Brüder O’Neill formierten die Band That Petrol Emotion. Eine zu Ehren von John Peels 50. Geburtstag anberaumte Wiedervereinigung in Originalbesetzung musste abgesagt werden, nachdem der Vater der O’Neill-Brüder verstorben war. 1994 gab es erneute Reunionsgerüchte, doch Feargal Sharkey lehnte ab.
1999 fand sich die Band ohne Feargal Sharkey wieder zusammen. Den Gesang übernahm Paul McLoone, weil Sharkey kein Interesse hatte und mittlerweile in London wohnte. Nach einer Tour veröffentlichte die Band 2003 mit Get What You Need ein neues Album, dem 2007 Dig Yourself Deep folgte.
2012 wurde sie als Vorgruppe der Band Die Ärzte und 2013 für das Rahmenprogramm von Die Toten Hosen engagiert. Im Herbst 2018 gaben sie Konzerte in Berlin, Dresden, Hamburg und Münster, letzteres im Vorfeld schon ausverkauft.

## Musikstil
Die meisten Songs wurden von John O’Neill geschrieben, der Großteil der übrigen Lieder stammen von seinem Bruder Damian und von Michael Bradley. Neben dem gitarrenlastigen Garage-Rock-Sound verlieh vor allem der Sänger Feargal Sharkey mit seinem markanten Tenor der Band ihren einzigartigen Charakter. Obwohl die Undertones sich zu Beginn der Punkzeit formierten und die Punkbewegung einen hörbaren Einfluss auf die Gruppe hatte, waren sie weitaus poppiger als der Rest der musikalischen Bewegung. Das Touch-and-Go-Fanzine urteilte, die Band kombiniere „die aufwühlende Emotionalität der Punk-Frühzeit mit der unglaublichen Zugänglichkeit des Pop“. Im Laufe ihrer Karriere verloren sie immer weiter an Härte, ihr letztes Album vor der Auflösung war vor allem vom Soul geprägt. Nach ihrer Reunion wurde die Musik jedoch wieder härter.

## Diskografie
Studioalben

| Jahr | Titel Musiklabel                    | Höchstplatzierung, Gesamtwochen, AuszeichnungChartplatzierungen (Jahr, Titel, Musiklabel, Platzierungen, Wochen, Auszeichnungen, Anmerkungen) | Höchstplatzierung, Gesamtwochen, AuszeichnungChartplatzierungen (Jahr, Titel, Musiklabel, Platzierungen, Wochen, Auszeichnungen, Anmerkungen) | Anmerkungen                          |
| Jahr | Titel Musiklabel                    | UK | US | Anmerkungen                          |
| ---- | ----------------------------------- | --- | --- | ------------------------------------ |
| 1979 | The Undertones Sire Records         | UK13 (21 Wo.)UK | US154 (7 Wo.)US | Erstveröffentlichung: 12. Mai 1979   |
| 1980 | Hypnotised Sire Records             | UK6 (10 Wo.)UK | — | Erstveröffentlichung: 19. April 1980 |
| 1981 | Positive Touch Ardeck Records       | UK17 (6 Wo.)UK | — | Erstveröffentlichung: 9. Mai 1981    |
| 1982 | The Sin of Pride Ardeck Records     | UK46 (5 Wo.)UK | — | Erstveröffentlichung: 12. März 1982  |
| 2003 | Get What You Need Sanctuary Records | — | — | Erstveröffentlichung: 2003           |
| 2007 | Dig Yourself Deep Cooking Vinyl     | — | — | Erstveröffentlichung: 2007           |

## Zitate
“I can’t listen to it now without getting all dewy-eyed. And if I play it on the radio, I have to segue it into the front of another record because I can’t speak after I’ve heard it.”

„Ich kann es mir jetzt nicht anhören, ohne feuchte Augen zu bekommen. Und wenn ich es im Radio spiele, muß ich es in den Anfang einer anderen Platte überblenden, weil ich nicht sprechen kann, nachdem ich es angehört habe.“